# Belosticalle
Belosticalle, también conocida como Belostikale, es una calle ubicada en la villa de Bilbao. Forma parte del Casco Viejo o las Siete Calles, el barrio más antiguo y el núcleo originario de la ciudad. En su día, esta calle se llamó Belaostecalle, aunque popularmente era conocida como calle de la Pesquería. Es la cuarta calle de Bilbao, fundada en el siglo XV.